# Laccophilus paraguensis
Laccophilus paraguensis är en skalbaggsart som beskrevs av Régimbart 1903. Laccophilus paraguensis ingår i släktet Laccophilus och familjen dykare. Inga underarter finns listade i Catalogue of Life.